# Kirchworbis
Kirchworbis là một đô thị thuộc huyện Eichsfeld nước Đức. Đô thị này có diện tích 5,45 km², dân số thời điểm 31 tháng 12 năm 2006 là 1458 người.
Kirchworbis nằm về phía nam núi Langenberges.
Kirchworbis lần đầu được nhắc đến trong một tài liệu năm 1209 với tên "Kirchworvece." Khu vực này thuộc Phổ năm 1802. Sau một thời gian thuộc vương quốc Westphalia, Kirchworbis đã thuộc tỉnh của Phổ Sáchen cho đến năm 1945.
Trong thế chiến 2, hơn 100 người từ Ba Lan và Ukraina bị đưa đến Kirchworbis và buộc làm việc ở các nông trại. Từ năm 1945-1949, Kirchworbis là lãnh thổ bị quân Xô Viết chiếm đóng và thuộc Đông Đức cho đến khi thống nhất nước Đức 1989/1990.